# Penthouse HD
Pour les articles homonymes, voir Penthouse.
Penthouse HD est une chaîne de télévision pour adultes diffusant des films érotiques accessibles en PPV, PPD, VOD, IPTV, Linear et DTH dans plus de 48 pays d’Europe, aux États-Unis, au Canada et en Amérique Latine.
Déclinée en France, Penthouse Gold est disponible sur Canal (canal 215) en option. Elle est également incluse gratuitement dans l'offre TV de Free sur le canal 374. En France, cette chaîne est interdite aux moins de 16 ans.
Le groupe Penthouse possède également dans le monde : Penthouse Gold, Penthouse Quickies, Penthouse Passion, Penthouse Black, Naughty Nights et After Midnight avec une programmation pornographique et érotique.
Le déclinaison de la chaîne, Penthouse Black, disponible en France sur Canal (canal 216), ne diffuse que des films pornographiques et érotiques Black.
Les chaînes Penthouse Gold et Penthouse Black cessent d’être distribuées par Canal+ le 31 mai 2022.